# National Amateur Cup 2024-2025
La National Amateur Cup 2024-2025 è stata la quinta edizione dell'omonima manifestazione maltese di calcio.
Il torneo ha preso il via il 27 settembre 2024 e si è concluso il 4 maggio 2025 con la vittoria dei Victoria Hotspurs, al primo successo nella manifestazione.

## Formato
Il torneo vede la partecipazione delle 26 squadre della BOV National Amateur League oltre a 6 squadre iscritte alla seconda divisione del Campionato di calcio di Gozo.

## Turno preliminare
| Squadra 1             | Risultato       | Squadra 2         |
| --------------------- | --------------- | ----------------- |
| 27 settembre 2024     |                 |                   |
| Qrendi                | 6 - 2           | Kirkop United     |
| 28 settembre 2024     |                 |                   |
| Santa Venera          | 0 - 10          | Kerċem Ajax       |
| Għargħur              | 3 - 0           | Żebbuġ Rovers     |
| Sannat Lions          | 0 - 1           | Xghajra Tornadoes |
| Attard                | 4 - 1           | Dingli Swallows   |
| Siggiewi              | 1 - 3 (dts)     | Qormi             |
| Kalkara               | 2 - 1 (dts)     | Rabat Ajax        |
| St. Lawrence Spurs    | 2 - 3           | Munxar Falcons    |
| Msida Saint-Joseph    | 2 - 4           | Mdina             |
| 29 settembre 2024     |                 |                   |
| Żejtun Corinthians    | 2 - 3 (dts)     | Marsaskala        |
| Victoria Hotspurs     | 2 - 0           | Mqabba            |
| Għarb Rangers         | 0 - 2           | Ta' Xbiex         |
| Pembroke Athleta      | 4 - 1 (dts)     | Ghaxaq            |
| Luqa                  | 1 - 0           | St. George's      |
| Vittoriosa Stars      | 0 - 0 (7-8 dtr) | Mellieħa          |
| Birzebbuga St. Peters | 3 - 1           | San Ġwann         |

## Ottavi di finale
| Squadra 1             | Risultato   | Squadra 2         |
| --------------------- | ----------- | ----------------- |
| 2 novembre 2024       |             |                   |
| Birzebbuga St. Peters | 4 - 0       | Ta' Xbiex         |
| Attard                | 4 - 0       | Mdina             |
| Luqa                  | 1 - 2       | Victoria Hotspurs |
| Marsaskala            | 1 - 3 (dts) | Mellieħa          |
| Kalkara               | 2 - 3 (dts) | Xghajra Tornadoes |
| 3 novembre 2024       |             |                   |
| Qormi                 | 3 - 1       | Pembroke Athleta  |
| Munxar Falcons        | 0 - 2       | Kerċem Ajax       |
| Qrendi                | 2 - 0       | Għargħur          |

## Quarti di finale
| Squadra 1             | Risultato | Squadra 2         |
| --------------------- | --------- | ----------------- |
| 23 novembre 2024      |           |                   |
| Kerċem Ajax           | 1 - 4     | Qrendi            |
| Attard                | 2 - 0     | Xghajra Tornadoes |
| 24 novembre 2024      |           |                   |
| Birzebbuga St. Peters | 1 - 3     | Victoria Hotspurs |
| Mellieħa              | 2 - 1     | Qormi             |

## Semifinali
| Squadra 1      | Risultato | Squadra 2         |
| -------------- | --------- | ----------------- |
| 30 aprile 2025 |           |                   |
| Qrendi         | 3 - 2     | Mellieħa          |
| Attard         | 0 - 5     | Victoria Hotspurs |

| Squadra 1     | Risultato | Squadra 2         |
| ------------- | --------- | ----------------- |
| 4 maggio 2025 |           |                   |
| Qrendi        | 1 - 2     | Victoria Hotspurs |